# Michał Książek

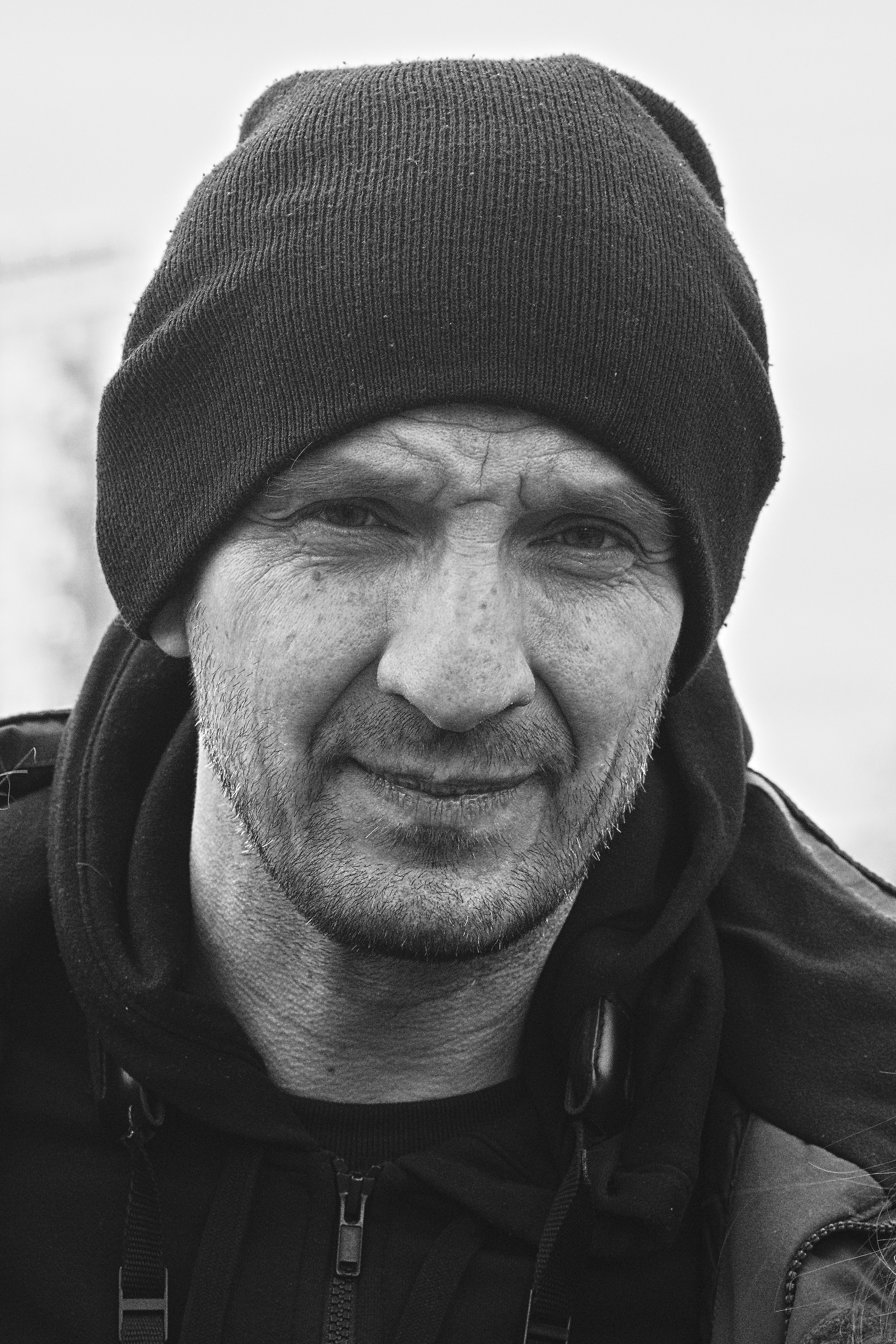
Michał Książek, 2025

Michał Książek [ˌmʲixaw ˈkɕɔ̃ʐɛk] (* 1978 in Oraczew bei Sieradz) ist ein polnischer Kulturwissenschaftler, Ornithologe, Essayist und Dichter.

## Leben
Książek lebte einige Jahre in Jakutien.
2013 erschien seine erste Monografie Jakuck. Słownik miejsca, die für den Literaturpreis Gdynia 2014 in der Kategorie Essayistik nominiert war. 2015 wurde ihm für seinen Band Nauka o ptakach der Breslauer Lyrikpreis Silesius für das Debüt des Jahres verliehen.  2016 gewann er den Literaturpreis Gdynia in der Kategorie Essayistik für seine zweite Reportage Droga 816. Er publizierte in den Zeitschriften Polityka, Las Polski und Twórczość. Er lebt in Warschau und arbeitet im Białowieża-Urwald.

## Bibliografie

### Reportagen
- Jakuck. Słownik miejsca, 2013 (nominiert für den Literaturpreis Gdynia 2014)
- Droga 816, 2015  (Gewinner des Literaturpreises Gdynia 2016)
  - Straße 816, übersetzt von Renate Schmidgall, S. Fischer, 2018

### Lyrik
- Nauka o ptakach, 2014 (Gewinner des Breslauer Lyrikpreises Silesius 2015; nominiert für den Nike-Literaturpreis 2015)
- Północny wschód, 2017